# Troglohyphantes strandi
Troglohyphantes strandi este o specie de păianjeni din genul Troglohyphantes, familia Linyphiidae, descrisă de Karel Absolon și Josef Kratochvíl în anul 1932.
Este endemică în Croatia. Conform Catalogue of Life specia Troglohyphantes strandi nu are subspecii cunoscute.